# Nino Pungaršek
Nino Pungaršek (1º novembre 1995) è un calciatore sloveno, centrocampista del Voitsberg.

## Palmarès

### Club

#### Competizioni nazionali
- Campionato sloveno: 1

Celje: 2019-2020
- Coppa di Slovenia: 1

Olimpia Lubiana: 2020-2021